# Republic (Waszyngton)
Republic – miasto w Stanach Zjednoczonych, w stanie Waszyngton, w hrabstwie Ferry.